# Grace for Drowning
Grace For Drowning – drugi solowy album Stevena Wilsona, lidera grupy Porcupine Tree. Płyta ukazała się 26 września 2011 nakładem Kscope. 
Po wydaniu płyty Wilson ruszył w trasę koncertową promującą Grace for Drawning, w której poza nim wystąpili następujący muzycy: Marco Minnemann (perkusja), Nick Beggs (gitara basowa), Aziz Ibrahim (gitara), Adam Holzman (instrumenty klawiszowe), oraz Theo Travis (flet, saksofon).
Płyta została nominowana do nagród Grammy 2012 w kategorii "Best Surround Sound Album", zwyciężyła też w dorocznym plebiscycie na Album Roku słuchaczy audycji Noc Muzycznych Pejzaży.
Album został wydany na 2 CD, ale również w wersjach DVD oraz Blu-Ray zawierających wersję 5.1 oraz stereo w wysokiej rozdzielczości. W styczniu 2020 została wznowiony, jednak bez różnic w zawartości w stosunku do wcześniejszego pełnego wydania.

## Lista utworów
Opracowano na podstawie materiału źródłowego.
CD 1: "Deform to Form a Star"
1. Grace For Drowning (2.05)
2. Sectarian (7.41)
3. Deform to Form a Star (7.50)
4. No Part of Me (5.45)
5. Postcard (4.28)
6. Raider Prelude (2.23)
7. Remainder the Black Dog (9.26)

CD 2: "Like Dust I Have Cleared from My Eye"
1. Belle de Jour (2.59)
2. Index (4.48)
3. Track One (4.15)
4. Raider II (23.21)
5. Like Dust I Have Cleared From My Eye (8.00)

| CD 3: "The Map" (edycja specjalna) |
| --- |
| 1. Home in Negative 3:00 2. Fluid Tap 5:45 3. The Map 3:30 4. Raider Acceleration 6:15 5. Black Dog Throwbacks 2:30 6. Raider II (Demo Version) 21:15 |

## Twórcy
- Steven Wilson — wokal, mellotron, gitara akustyczna, gitara elektryczna, autoharp, gitara basowa, perkusjonalia, pianino, gong, glockenspiel, programowanie, harmonia
- Jordan Rudess — pianino
- Theo Travis — saksofon, klarnet, flet
- Ben Castle — klarnet
- Nick Beggs — Chapman stick, gitara basowa
- Nic France — perkusja
- Tony Levin — gitara basowa
- Pat Mastelotto — akustyczna i elektryczna perkusja
- Markus Reuter — U8 touch guitar
- Trey Gunn — warr guitar, gitara basowa
- London Session Orchestra - orkiestracje
- Steve Hackett — gitara elektryczna
- Mike Outram — gitara elektryczna
- Sand Snowman — gitara akustyczna

## Pozycje na listach
| Kraj              | Lista                   | Pozycja |
| ----------------- | ----------------------- | ------- |
| Holandia          | MegaCharts              | 22      |
| Polska            | OLiS                    | 7       |
| Włochy            | FIMI                    | 45      |
| Szwajcaria        | Schweizer Hitparade     | 54      |
| Francja           | SNEP                    | 96      |
| Belgia            | Ultratop                | 76      |
| Austria           | Ö3 Austria Top 40       | 40      |
| Finlandia         | Suomen virallinen lista | 30      |
| Niemcy            | Media Control Charts    | 22      |
| Wielka Brytania   | UK Albums Chart         | 34      |
| Stany Zjednoczone | Billboard 200           | 85      |
| Stany Zjednoczone | Independent Albums      | 12      |
| Stany Zjednoczone | Top Rock Albums         | 19      |